# Batman - Il cavaliere di Gotham
Batman - Il cavaliere di Gotham (Batman: Gotham Knight) è un film del 2008 diretto da registi vari. È un film collettivo composto da sei episodi animati ispirati al personaggio di Batman. Prodotto da DC Comics e Warner Bros. Animation, realizzato dagli studi giapponesi Madhouse, Studio 4°C, Production I.G e Bee Train, e distribuito direct-to-video da Warner Home Video, il film è ambientato in un periodo di tempo che intercorre tra i due film di Christopher Nolan Batman Begins (2005) e Il cavaliere oscuro (2008), anche se diversi elementi degli episodi non sono legati al canone della trilogia cinematografica realizzata da Nolan.
Negli episodi compaiono i quattro supercriminali: Deadshot, lo Spaventapasseri, Killer Croc e l'Uomo in Nero.
L'uscita è stata prevista esclusivamente in edizione home video, l'8 luglio 2008 negli Stati Uniti e il 22 luglio 2008 in Italia, distribuita da Warner Home Video.

## Trama

### Se solo sapeste
Quattro giovani skater raccontano di aver visto Batman proprio quel giorno.
Il primo l'ha visto al porto, mentre combatteva l'Uomo in Nero, un misterioso criminale con attrezzatura tecnologica. Per il ragazzo Batman era un'ombra soprannaturale che appariva e scompariva. La seconda ragazza l'ha visto in città, mentre L'Uomo in Nero scappava verso il porto volando con dei razzi, mentre veniva braccato da Batman, un mostro simile ad un pipistrello gigante. Il terzo invece ha visto comparire lo stesso criminale sul tetto di un grattacielo, pronto a compiere una rapina, quando un Batman robotico è apparso e l'ha costretto alla fuga, volando via su dei razzi, mentre l'uomo pipistrello iniziava a braccarlo balzando da un tetto di grattacielo all'altro.
Quando il quarto ragazzo si lamenta perché a lui non capita mai nulla, compaiono L'Uomo in Nero e Batman, e quest'ultimo gli appare come è veramente: un uomo con un'armatura, ferito e stremato dalla lotta. Il criminale libera un gas che annulla la visibilità ed è pronto a colpire Batman alle spalle, quando proprio l'ultimo ragazzo colpisce a sua volta il criminale alla testa con il suo skateboard.
Batman lo ringrazia per l'ottimo lavoro, dicendogli che gli è debitore, e si allontana col criminale. Ora anche il ragazzo ha la sua storia su Batman.

### Fuoco incrociato
I detective della Grandi Crimini Anna Ramirez e Crispus Allen devono scortare L'Uomo in Nero, criminale appena catturato da Batman, fino all'isola di Narrow, trasformatasi completamente in carcere-manicomio.
Sulla via del ritorno, Allen mostra tutto il suo disappunto per la presenza di Batman a Gotham e per l'incarico, giudicato «un lavoro da fattorini», e ammette di voler lasciare la Grandi Crimini. Anna sostiene invece che la comparsa di Batman sia un bene per la città, ora più vivibile, e che addirittura lei provi «meno vergogna ad essere uno sbirro». La donna ferma l'auto e inizia a discutere con veemenza, ricordando anche come lui sia stato scelto appositamente da Gordon, quando una macchina si ferma poco lontano dalla sua, ed un ulteriore furgone dalla parte opposta. Da entrambi i veicoli scendono degli uomini armati appartenenti a due delle bande che ultimamente si combattono in città, ed iniziano a fare fuoco. Allen e Ramirez sono esattamente al centro della sparatoria, e chiedono rinforzi, che probabilmente arriveranno troppo tardi. Compare però l'uomo pipistrello, che colpisce tutti i criminali e salva infine Ramirez, presa in ostaggio da uno dei leader della banda.
Prima di andarsene, Batman ricorda che Gordon sceglie bene i suoi poliziotti.

### Prova sul campo
Un incidente ad un satellite delle imprese Wayne ispira a Lucius Fox la creazione di un giroscopio elettromagnetico in grado di deviare la traiettoria di alcuni oggetti metallici, come le pallottole. Bruce prende il dispositivo, e partecipa ad un torneo di golf per beneficenza con il losco affarista Ronald Marshall, con il quale discute della misteriosa morte di Teresa Williams, attivista che si oppose a Marshall. Bruce gli ruba intanto il palmare.
In seguito, Batman avvicina due yacht, uno appartenente al Russo, l'altro al rivale Sal Maroni. I due ingaggiano una sparatoria contro l'uomo pipistrello, che collauda efficacemente il dispositivo di Fox, solo che una pallottola, rimbalzando, colpisce uno degli uomini del Russo. Batman lo porta di corsa al Gotham City Hospital.
Tornato da Fox, si complimenta con lui per l'ottimo lavoro, ma asserisce che nella lotta è pronto a sacrificare solo la sua, di vita, non quella degli altri.

### Il mostro delle tenebre
Gordon, Allen, e la Ramirez sono sulle tracce di un mostro che ha rapito il Cardinale O'Fallon durante un sermone, e l'ha trascinato con sé nelle fogne.
Batman scende nei sotterranei della città, ed un barbone riconosce il feroce mostro come Killer Croc, malato di ipercheratosi epidermolitica, traviato dalla droga del temibile Spaventapasseri. Dopo aver affrontato Croc, Batman trova poi di fronte proprio Crane, intento a condannare a morte O'Fallon per l'eccessivo zelo nell'aiutare i senzatetto, quindi sottraendo uomini al suo controllo. Batman interviene, lo libera, e fa saltare una cisterna di metano per fuggire.
Gordon riappare in elicottero per recuperare O'Fallon e Batman, il quale scompare dicendo «Forse la prossima volta».

### Attraverso il dolore
Ferito gravemente dallo scontro e dal morso di Killer Croc che, ancora avvelenato dalle tossine di Spaventapasseri, lo ha infettato, Batman ha alcune allucinazioni, e vaga nelle fogne della città ricordando ciò che ha imparato sul dolore.
Fece il volontario in un ambulatorio dove spesso si era costretti ad operare senza anestesia, ed in seguito divenne allievo di Cassandra, evitata dalla comunità poiché da giovane si era finta un maschio per apprendere dai fachiri, ed era stata poi additata come strega. La donna gli insegna ciò che sa sul dolore fisico, e quando Bruce la difende dalle minacce di alcuni ragazzi, lei lo allontana, poiché non può insegnargli nulla sul suo dolore, che non è solo fisico.
Intanto Alfred giunge per salvare Bruce, ancora disorientato, e ora immerso nell'immondizia con in mano armi trovate in mezzo al pattume. Quando Alfred gli chiede di raggiungerlo, lui risponde che non ce la fa.

### Deadshot
Bruce spiega ad Alfred che comprende la tentazione delle armi da fuoco. Contemporaneamente, il misterioso cecchino assassino Deadshot uccide un suo bersaglio, ed il prossimo si prospetta essere Gordon. Batman cerca di proteggerlo, e consegna ad Allen il palmare di Ronald Marshall, mandante di Deadshot.
Durante un viaggio in auto di Gordon, Deadshot è in procinto di premere il grilletto, ma Batman glielo impedisce, e scopre che in realtà Deadshot era stato ingaggiato per Batman, ed ora il bersaglio è stato scovato. Nella lotta sui tetti dei vagoni della metropolitana, Batman ha la meglio, così da permettere alla polizia di arrestare sia lui che Marshall.
Bruce si volta verso la finestra, fissando il bat-segnale che risplende nel cielo notturno.

## Produzione
Nel dicembre 2007 è stata ufficializzata la produzione del cartone, parte della film d'animazione dell'Universo DC, mentre nel febbraio 2008 è stata presentata un'anteprima, realizzata dagli studios Studio 4°C, Production I.G e Madhouse. Nel marzo 2008 iniziano a circolare in rete le trame e i registi degli episodi.
Dal prequel animato verrà tratto anche un romanzo, scritto da Jerry Robinson.
L'anteprima mondiale venne programmata per il 28 giugno 2008 presso il Wizard World di Chicago; tra gli ospiti attesi, Brian Azzarello e Alan Burnett.

## Doppiaggio
Nel marzo 2008 è stato ufficializzato il doppiaggio statunitense del film, che non vide Christian Bale nel ruolo di Batman, bensì Kevin Conroy, storico doppiatore del personaggio nelle serie televisive. Tra gli altri interpreti, Gary Dourdan (CSI: Scena del crimine), Ana Ortiz (Ugly Betty), Parminder Nagra
(Sognando Beckham), David McCallum (NCIS), George Newbern (Il padre della sposa) e Alanna Ubach (La rivincita delle bionde). Anche per l'Italia viene usato il cast storico della serie animata degli anni '90.

## Edizioni home video
USA
Il film è stato reso disponibile nelle versioni DVD (disco singolo o doppio), Blu Ray e in download.
Nell'edizione DVD a disco singolo saranno presenti gli extra:
- A Mirror for the Bat: The Evil Denizens of Gotham City (documentario sul rapporto tra Batman e i suoi antagonisti)
- Sneak Peek: Wonder Woman (anteprima del cartone animato dedicato a Wonder Woman)
- Commento audio dei realizzatori
- Formato video Widescreen (1.78:1)
- Audio 5.1 Dolby Digital

L'edizione DVD doppio disco contiene inoltre:
- Batman and Me a Devotion of Destiny: The Bob Kane Story (documentario su Bob Kane)
- Alcuni episodi selezionati da Bruce Timm della serie Batman: The Animated Series.

Italia
Il film è stato reso disponibile in versione DVD disco singolo. Con audio 2.0 (italiano) e 5.1 (inglese e ungherese), è stato inserito come extra il commento audio da parte del vicepresidente "affari creativi" della DC Comics Gregory Noveck, l'ex sceneggiatore di Batman Dennis O'Neil e la voce di Batman Kevin Conroy

## Riconoscimenti
- Golden Reel Award 2009: "miglior montaggio sonoro in un film direct-to-video"